# Gudigondanahalli, Tiptur
Gudigondanahalli là một làng thuộc tehsil Tiptur, huyện Tumkur, bang Karnataka, Ấn Độ.